# آیفون (وسیله ارتباطی)

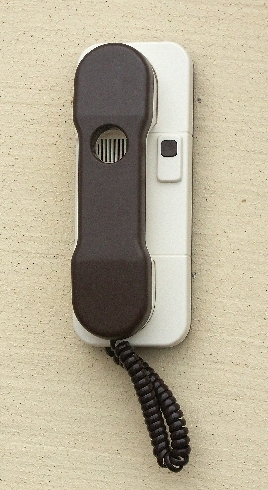

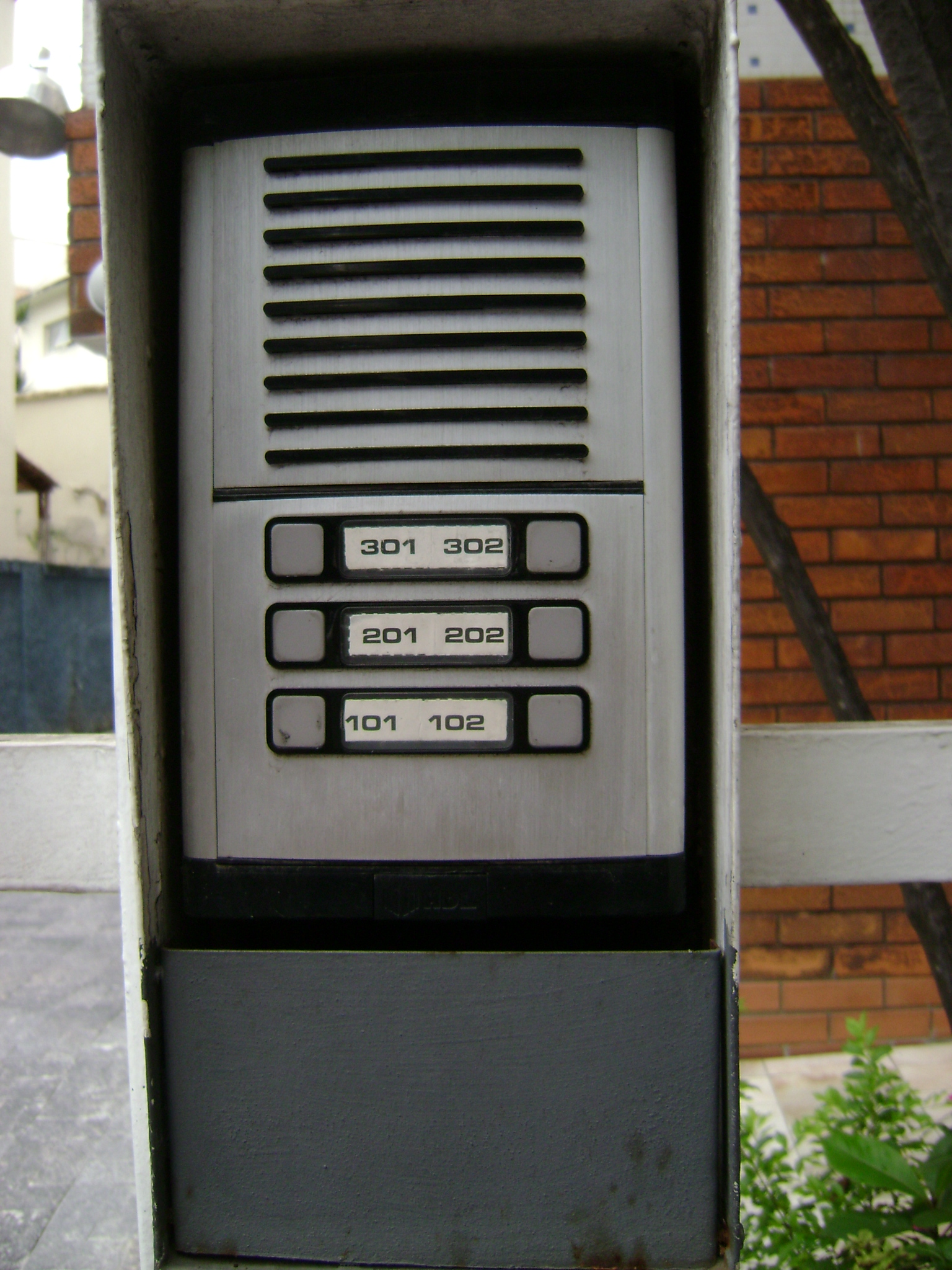
صفحه شستی (اف اف) بیرونی

دربازکن (به انگلیسی: Door phone) یک سیستم ارتباط صوتی است که در یک ساختمان یا مجموعه کوچکی از ساختمان‌ها به صورت مستقل و مجزا از سیستم عمومی تلفن، کار می‌کند. برخی از انواع آیفون دستگاه‌های برقی دیگر مانند چراغ‌های راهنما و بازکننده در را کنترل می‌کنند.
سیستم در درب مکان‌های مسکونی یا اف اف (که شامل زنگ در، وسیله مکالمه و در بازکن است) نوعی آیفون به حساب می‌آید.